# Кардаков, Александр Юрьевич
Александр Юрьевич Кардаков (род. 5 октября 1964, Кремгэс, Кировоградская область) — украинский IT-бизнесмен, эксперт по кибербезопасности, общественный деятель. Основоположник более десятка проектов как коммерческого и общественно-политического направления. Работает над построением систем киберзащиты в Украине.
Председатель Наблюдательного совета ООО «Октава Капитал», которое осуществляет управление активами бизнесмена. Ключевые интересы компании сосредоточены в сфере IT: дистрибуция, криптография, системная интеграция, а также консалтинг, управление недвижимостью, бизнес-туризм, телекоммуникации и др.

## Биография
Александр Кардаков родился в семье инженеров-энергетиков. Вырос в городе Вышгород, пригороде Киева.

### Образование
В 1987 окончил факультет электронной техники Киевского политехнического института, получив квалификацию инженера электронной техники.
В 2002 окончил программу магистра, а в 2013 программу доктора делового администрирования в Бизнес-школе «МИМ Киев».
В 2016 получил квалификацию магистра по финансовому рынку в Украинском институте развития фондового рынка по специальности «Финансы и кредит».
В 2016 защитил диссертацию по специальности «Мировое хозяйство и международные экономические отношения» и получил степень кандидата экономических наук.

### Карьера
С 1987, после окончания института работал инженером-наладчиком в Киеве.
1990 стал соучредителем и техническим директором компании «Информационные компьютерные системы» (ICS) (внедрение САПР, разработка программного обеспечения и аппаратных средств автоматизации в радиоэлектронной промышленности), с 1996 — руководитель компании.
В 1996 основал компании ИКС-Мегатрейд и Бест Пауэр Украина, в 2000—2003 — компании «Датаком» и «Датасат» и «Датагруп», в 2009 — компанию «Октава Капитал» (управление активами), в которой является председателем наблюдательного совета.
Активы группы компаний «Октава Капитал» диверсифицированные в различных секторах экономики, но ключевые бизнесы сосредоточены в сфере IT: дистрибуция («Мегатрейд»), криптография («Автор»), услуги (Accord Group, «Октава Киберзащита»).
В 2018 основал компанию «Октава Киберзащита».

### Общественная деятельность
В 2015 Кардаков возглавил общественную инициативу «Совет Реформ национальной безопасности».

## Состояние
В 2011 и 2012 Кардаков занимал 83 и 84 места в рейтинге 100 самых богатых людей Украины по версии журнала Forbes Украина. Издание оценивало состояние бизнесмена в $ 112 млн.
В 2016 году журнал Forbes Украина оценил состояние Кардакова в $ 27 млн и разместил на 97 месте рейтинга.

## Награды
- «Человек года» в номинации «За наибольший вклад в развитие рынка системной интеграции» (2003);
- с 2005 ежегодно входит в десятку самых успешных украинских руководителей различных рейтингов;
- «Человек года», за наибольшее влияние на развитие ИТ-рынка Украины (2007)[6];
- единственный представитель ИТ-отрасли, вошедший в 100 самых влиятельных людей Украины (2013)[7].